# Zar (Azerbeidzjan)
Zar (Armeens: Ծար, Tsar) is een archeologische vindplaats en dorp in het Azerbeidzjaanse district Kəlbəcər en ligt dicht bij de grens met Armenië. In 2015 woonden er 83 mensen.
Zar ligt op een plateau ca. 2.100 m boven de zeespiegel en is omringd met steile rotswanden en hoge gebergten, die tevens de oorsprong van de rivier Tartar vormen. De Armeense grens is enkele kilometers ten westen van het dorp gelegen.

## Etymologie
Volgens de Armeense architect-historicus Samvel Karapetyan spraken de vroegste bronnen uit 1289 over Tsar. In de boeken van het Dadivank-klooster wordt de nederzetting in stukken uit 1763 aangeduid als Mets Tsar (Grote Tsaar). Sinds de 19e eeuw wordt het dorp doorgaans Zar genoemd, toen Koerden in het gebied waren komen te wonen.

## Geschiedenis

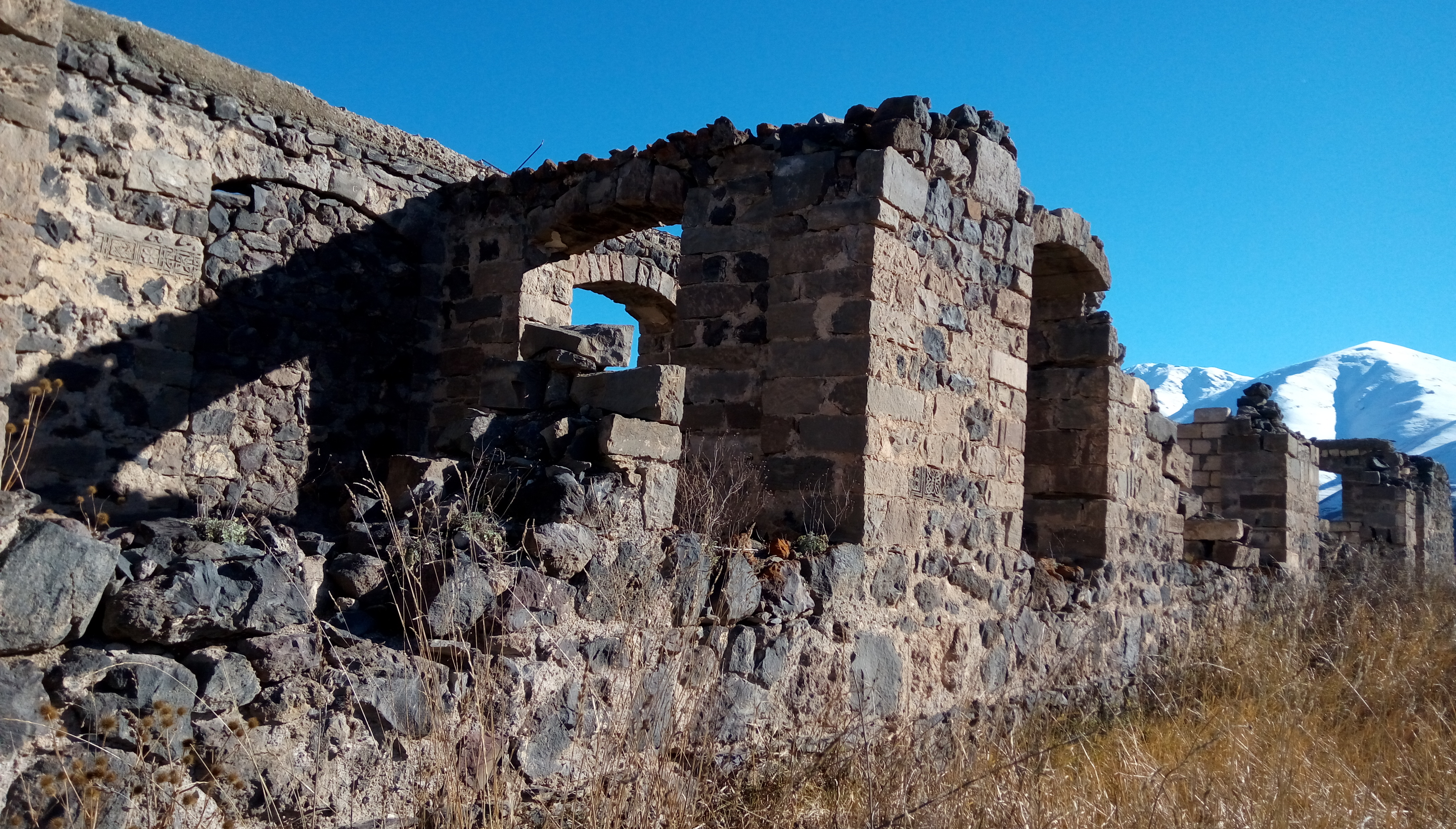
Ruïne van de Sovjetschool gebouwd met Armeense kerkstenen

De geschiedenis van het dorp Tsar gaat terug tot de vroege middeleeuwen, toen het het bestuurlijk centrum was van het kanton Tsar van het Koninkrijk Artsach. Het was ook een van de drie residentiële vestingen, naast Haterk en Gandzasar, en was het tevens een belangrijk cultureel centrum. Aanvankelijk was het een klein slot in de provincie Vajkunik van Artsach, dat op zijn buurt tot 387 een deelstaat van Koninkrijk Armenië was geweest.

### Middeleeuwen
Vanaf de 13e eeuw tot de 18e eeuw was Tsar het eigendom van de familie Dophian (behorend tot het huis van Chatsjen). Ook de omliggende domeinen van deze familie werden toen Tsar ofwel Boven-Chatsjen genoemd. De prinsen van Tsar maakten zich roemrijk in vele slagvelden tegen de Seltsjoeken en Mongolen, maar ook in bouwerij. Bekend is vooral Grigor de Goede en zijn gemalin Aspha Orbelian, de prinses van Sjoenik, van wie veel bouwwerken met inscripties bewaard zijn in het gebied.
In de 16e en 17e eeuw werd Tsar versterkt met stadswallen en andere verdedigingswerken. De kerken en kloosters, talrijke kruisstenen en vorstelijke kastelen, waar Tsar om bekendstond, zorgden voor een uniek stadsbeeld. Vanaf 1724 vond er een uittocht van de Armeense bevolking uit de regio plaats. Vanaf het einde van de 18e eeuw was er een toegenomen Turkse en Koerdische nomadische aanwezigheid in de regio.

### Destructie
In het begin van de 19e eeuw werd de stad vernield door invasies van het Ottomaanse Rijk. De aartsbisschop merkte in 1880 op dat er vele beschadigde graven met gewiste inscripties waren rond Tsar. De Koerden verbasterden in de loop van de 19e eeuw de naam tot Zar. Het Sovjettijdperk werd kenmerkte zich door de doelgerichte vernietiging van de lokale Armeense cultuur, waaronder kerken, kloosters en begraafplaatsen. Een 14e eeuws klooster eindigde als bouwmateriaal voor een lokale school. In 1970 had Zar 1002 inwoners, voornamelijk Koerden.
Het dorp behoorde niet tot de Nagorno-Karabachse Autonome Oblast, de autonome regio tijdens de Sovjet-Unie-periode. Het kwam na de oorlog in de jaren 1990 in de Republiek Nagorno-Karabach te liggen die ook Azerbeidzjaanse gebieden buiten de oorspronkelijke Nagorno-Karabach controleerde, waaronder dus Zar. Het werd ingedeeld bij het gewest Sjahoemian. Als gevolg van de oorlog in Nagorno-Karabach van 2020 kwam Zar weer onder Azerbeidzjaans gezag te staan en viel het onder het district Kəlbəcər.

## Kerken

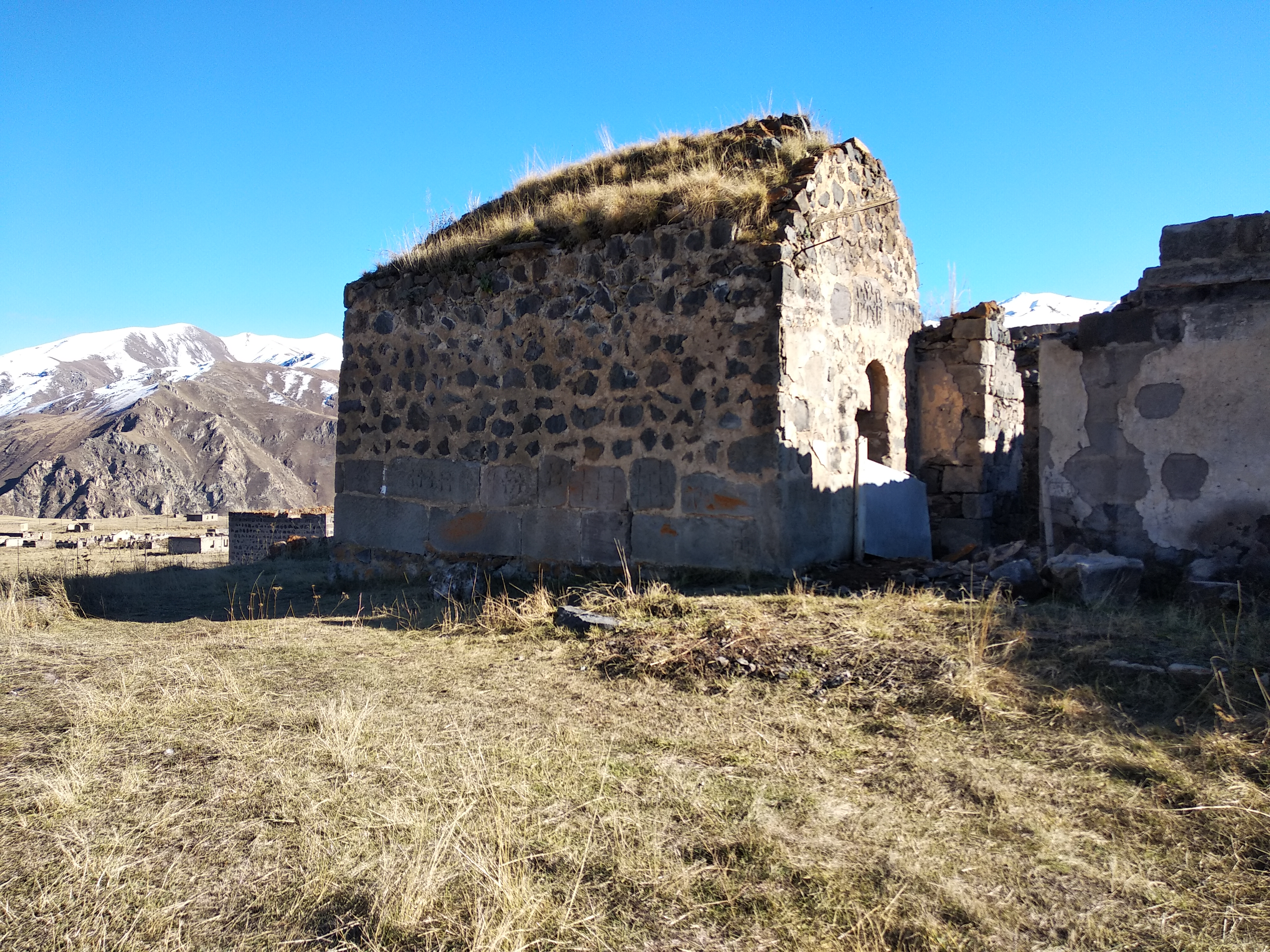
Sint Grigoriskathedraal

- Tsarklooster of Getamidzji Vank (1301)
- Sint Grigoris Kathedraal (1274)
- Sint Sargis (1279)
- Sint Astvatsatsin (Onze-Lieve-Vrouw).

## Geboren en bekende inwoners
- David de Dwaalgeest of David de Wonderaar, circa 1250.
- Hovhannes van Tsar (†1583), prominente Armeense leermeester, bouwer van de kapel van Haghpat.
- Hovhannes van Tsar (junior) (†1623), Armeense kroniekschrijver.
- Matheos van Tsar (†1661), grondlegger van een Armeense drukkerij in Amsterdam.